# Samburu (volk)

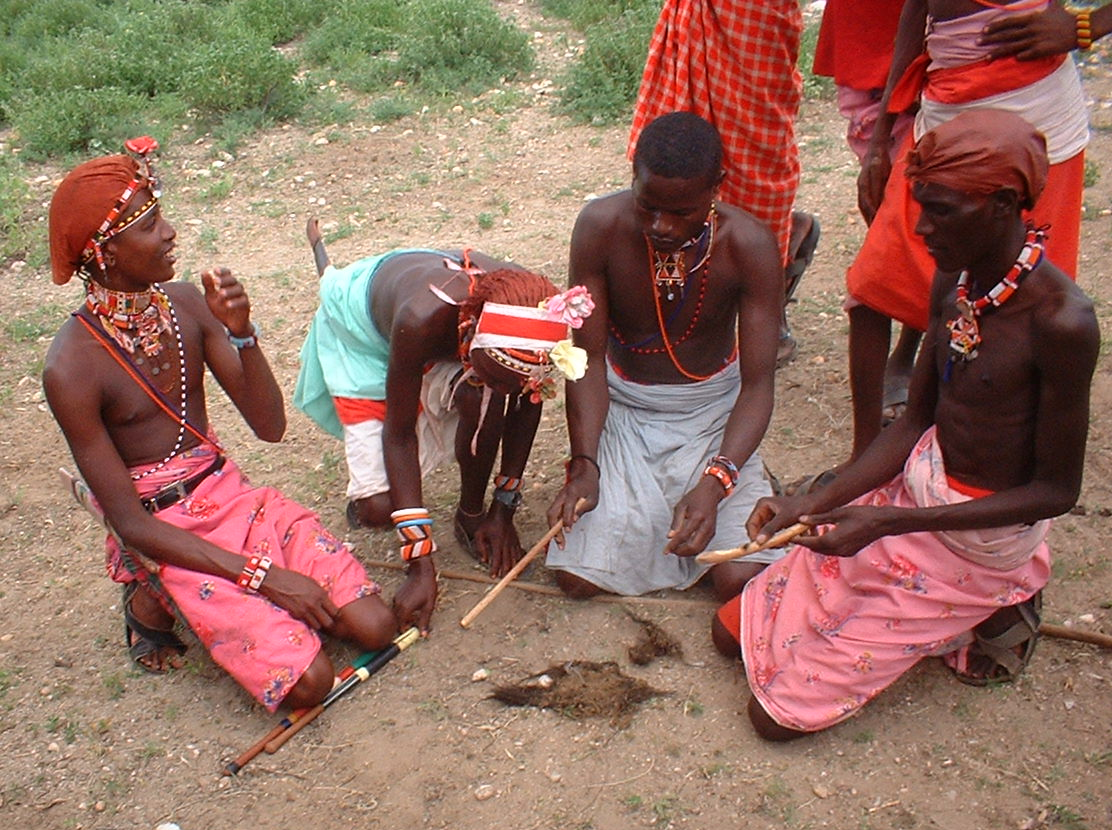
Samburu vuur aan het maken

De Samburu zijn een Nilotisch, grotendeels nomadisch volk in Oost-Afrika, voornamelijk woonachtig in Kenia. De Samburu zijn verwant met, doch verschillend van de Masai.
De Samburu spreken Samburu (taal). Ze leven voornamelijk van veeteelt, waarbij niet alleen runderen, maar ook schapen, geiten en kamelen een rol spelen.
Er zijn ongeveer 150.000 Samburu. Naast veeteelt speelt toerisme voor de Samburu een steeds grotere rol. Het Samburu Reserve en de omliggende conservatories spelen hierin een rol. 